# Spaniel alemany
Spaniel alemany, també conegut com a deutscher wachtelhund, és una raça de gos que va ser desenvolupada a Alemanya al voltant de 1890, i és utilitzat com a gos de caça. Descendent de l'antiga raça alemanya, aquesta raça no és molt coneguda fora d'Alemanya, però va ser reconeguda pel United Kennel Club el 1996.